# 宇土市立宇土小学校
宇土市立宇土小学校（うとしりつ うとしょうがっこう）は、熊本県宇土市高柳町にある小学校。

## 沿革
（旧）宇土小学校
- 1872年 （明治5年）- 藩学「温知館」が学制により小学校として開設
- 1897年（明治30年） - 組合立宇土鶴城高等小学校に改称。
- 1941年（昭和16年） - 宇土国民学校と改称
- 1947年（昭和22年） - 宇土町立宇土小学校と改称
- 1958年（昭和33年） - 市制移行により宇土市立宇土小学校と改称
- 1967年（昭和42年） - 宇土市立轟小学校と合併し宇土小学校宇土分室となる。

轟小学校
- 1874年（明治7年） - 宮庄小学校開設
- 1884年（明治17年） - 馬場小学校、椿原小学校開設
- - 椿原、宮庄、馬場の各小学校を合併し石橋に移転する
- 1894年（明治27年） - 補習科を併設
- 1888年（明治31年） - 石橋から神馬に移転、尋常小学校改称
- 1941年（昭和16年） - 轟国民学校と改称
- 1947年（昭和22年） - 轟村立轟小学校と改称
- 1954年（昭和29年） - 宇土町立轟小学校と改称
- 1958年（昭和33年） - 市制移行により宇土市立轟小学校と改称
- 1967年（昭和42年） - 宇土市立宇土小学校と合併し宇土小学校轟分室となる

（新）宇土小学校
- 1969年（昭和44年） - 新統合校舎に移転し、宇土分室、轟分室廃止
- 1987年（昭和62年） - 宇土市立宇土東小学校を分離
- 2011年（平成23年） - 新設校舎竣工(設計：シーラカンスアンドアソシエイツ、施工：小竹組)

## 校舎
2011年に竣工した校舎(設計：シーラカンスアンドアソシエイツ)は2011年に第21回AACA賞、2013年に第26回村野藤吾賞、2012年度建築九州賞作品賞（一般建築部門）、第7回日本建築家協会賞を受賞している。

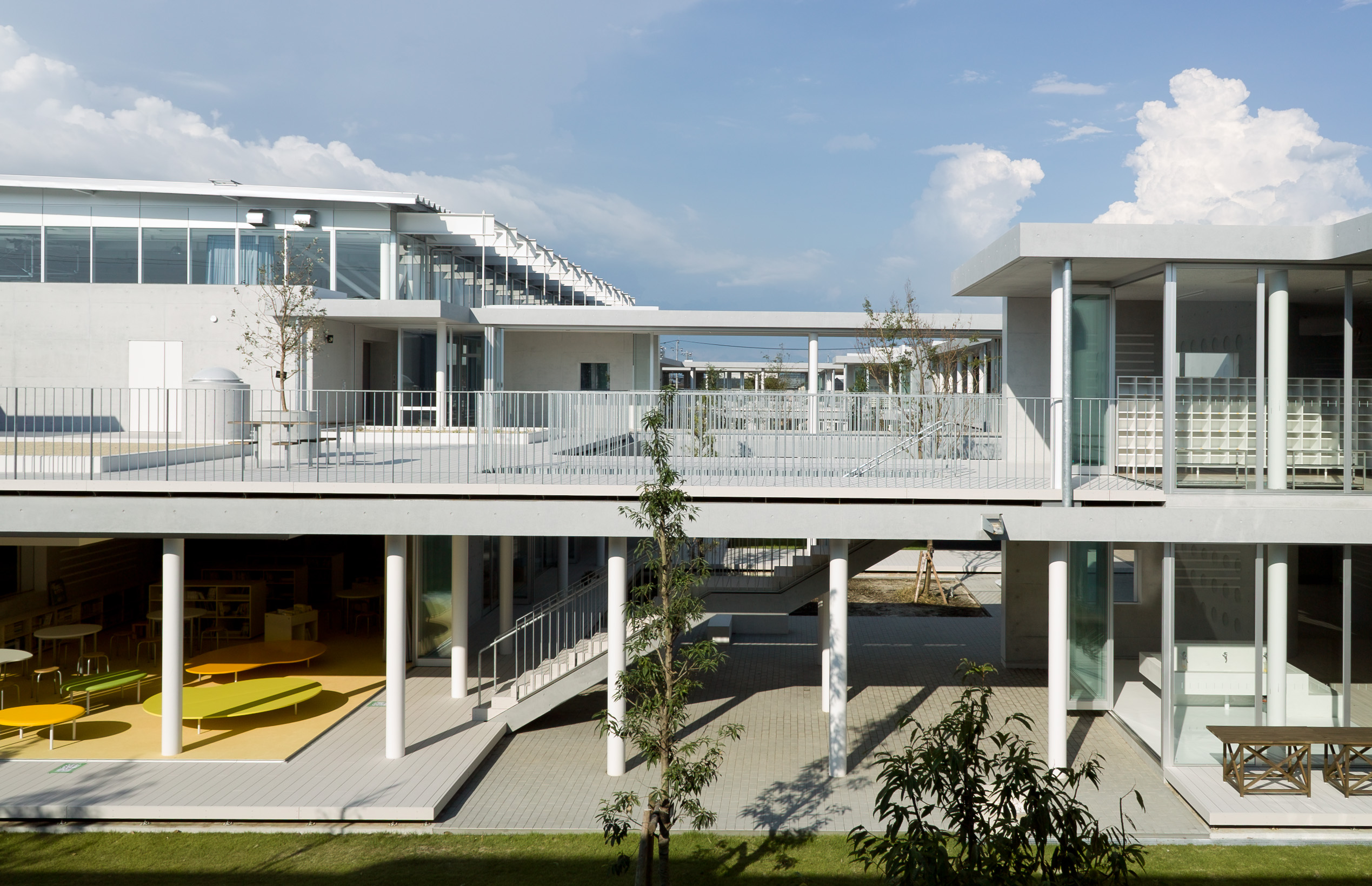
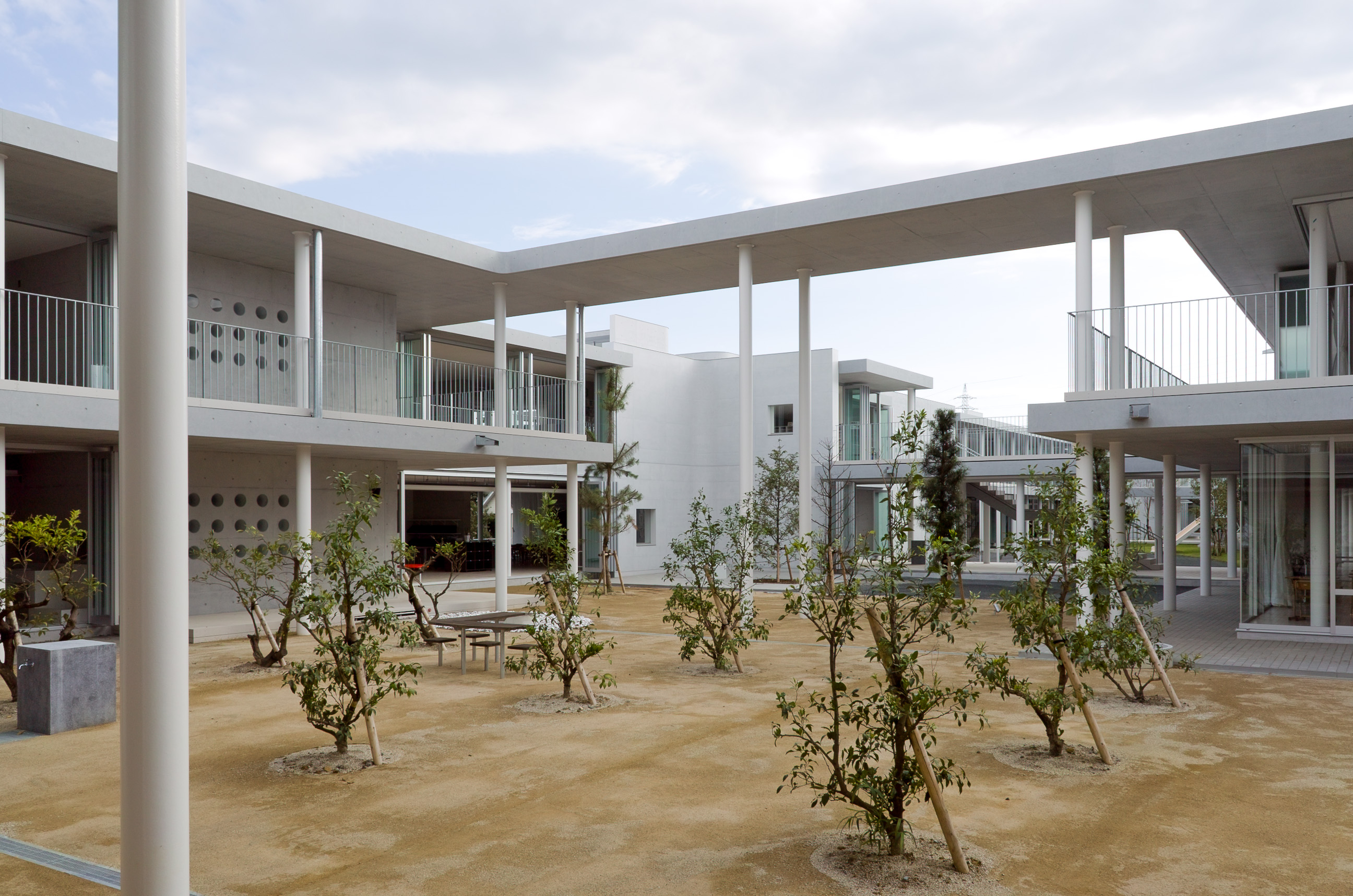
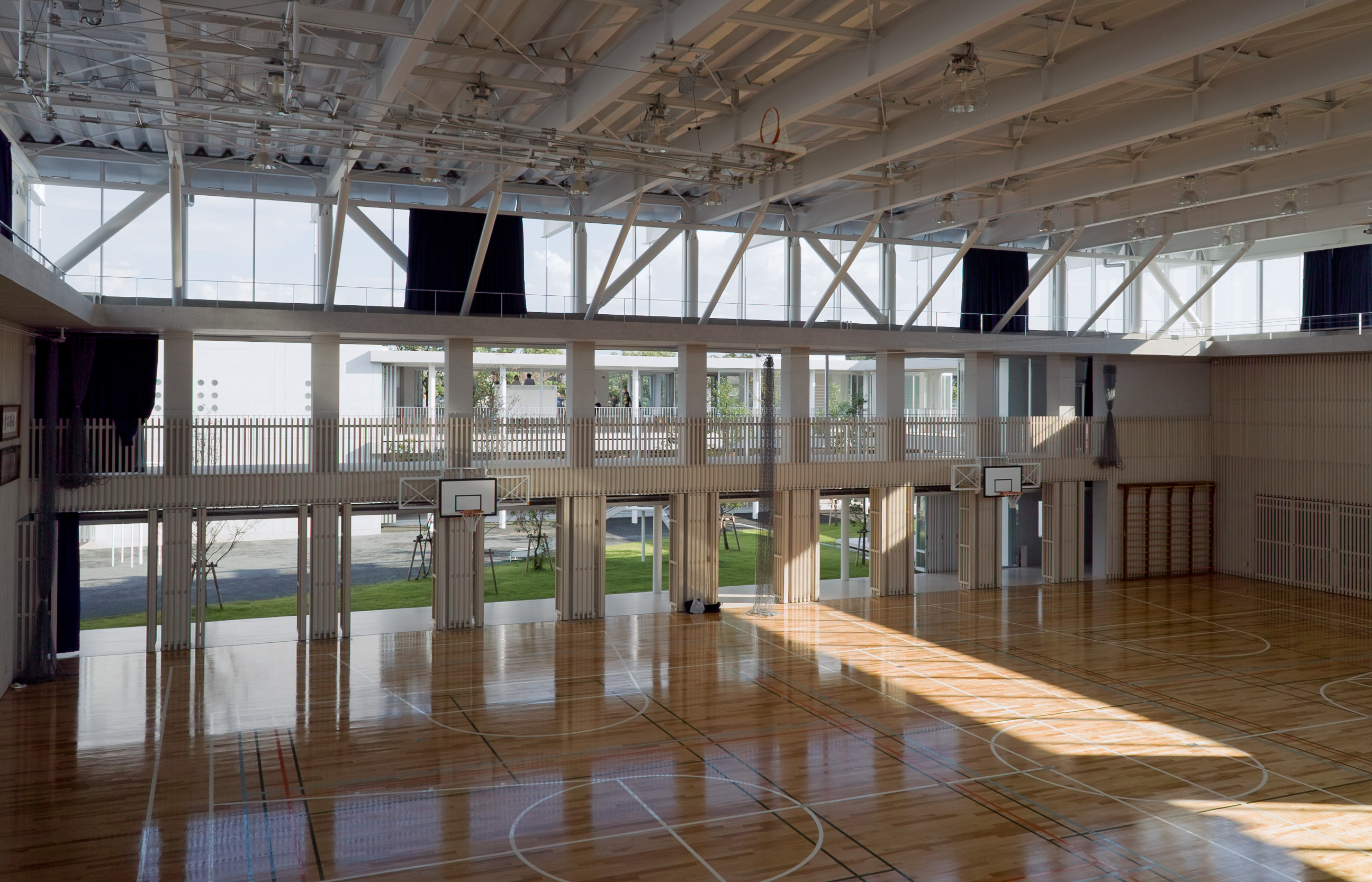
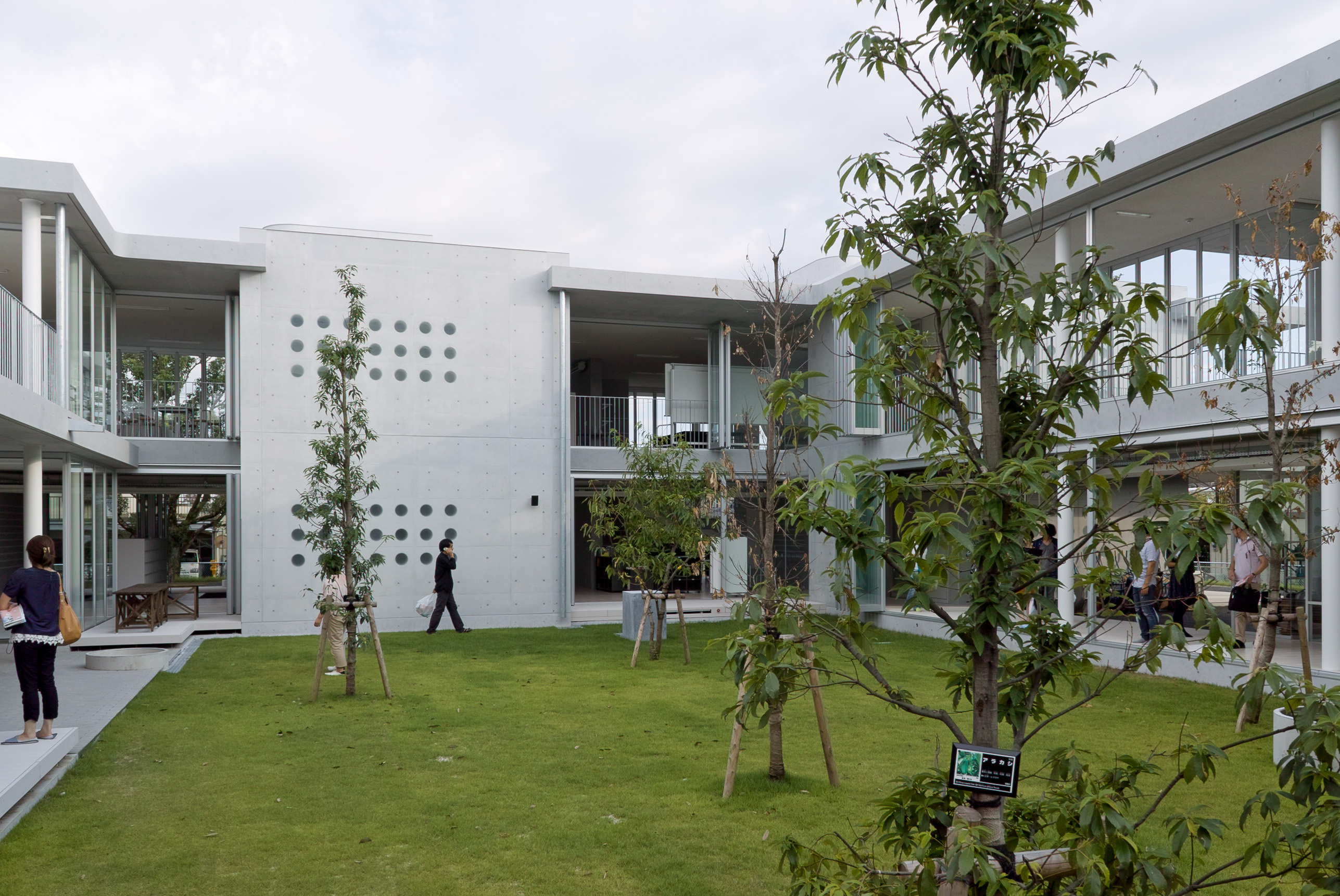
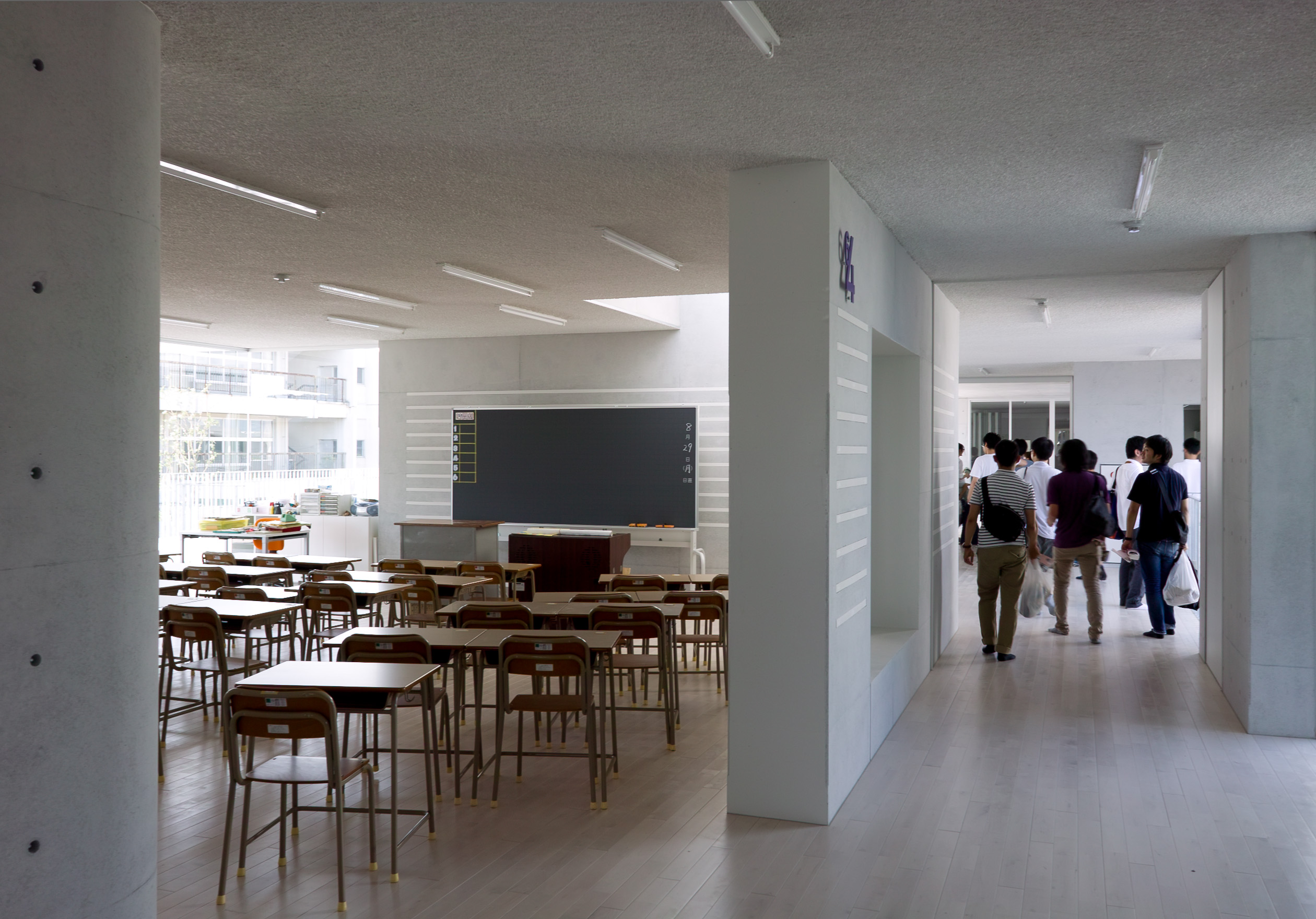

## アクセス
- JR宇土駅から徒歩30分
- JR宇土駅からタクシー5分

・九州縦貫自動車道松橋ICから20分
・九州産交バス宇土市役所前バス停から10分

## 著名な出身者
- 正代直也 - 力士[1]